# Tolvouïa
Tolvoja
Tolvouïa (en russe : То́лвуя) ou Tolvoja (en carélien : Talvioja ou Tulvaoja, en finnois : Tolvoja) est un hameau de l'établissement rural de Tolvouïa, dont il est le chef-lieu, du raïon de Karhumäki en république de Carélie

## Géographie
Tsolmuinen est situé à l'embouchure de la rivière Neminajoki, qui se jette dans le 
lac Onega, à 85 kilomètres par la route au sud-est de Karhumäki

## Démographie
Recensements (*) ou estimations de la population
| 2009  | 2010 | 2013 | - |
| ----- | ---- | ---- | - |
| 1 077 | 994  | 972  | - |

## Galerie

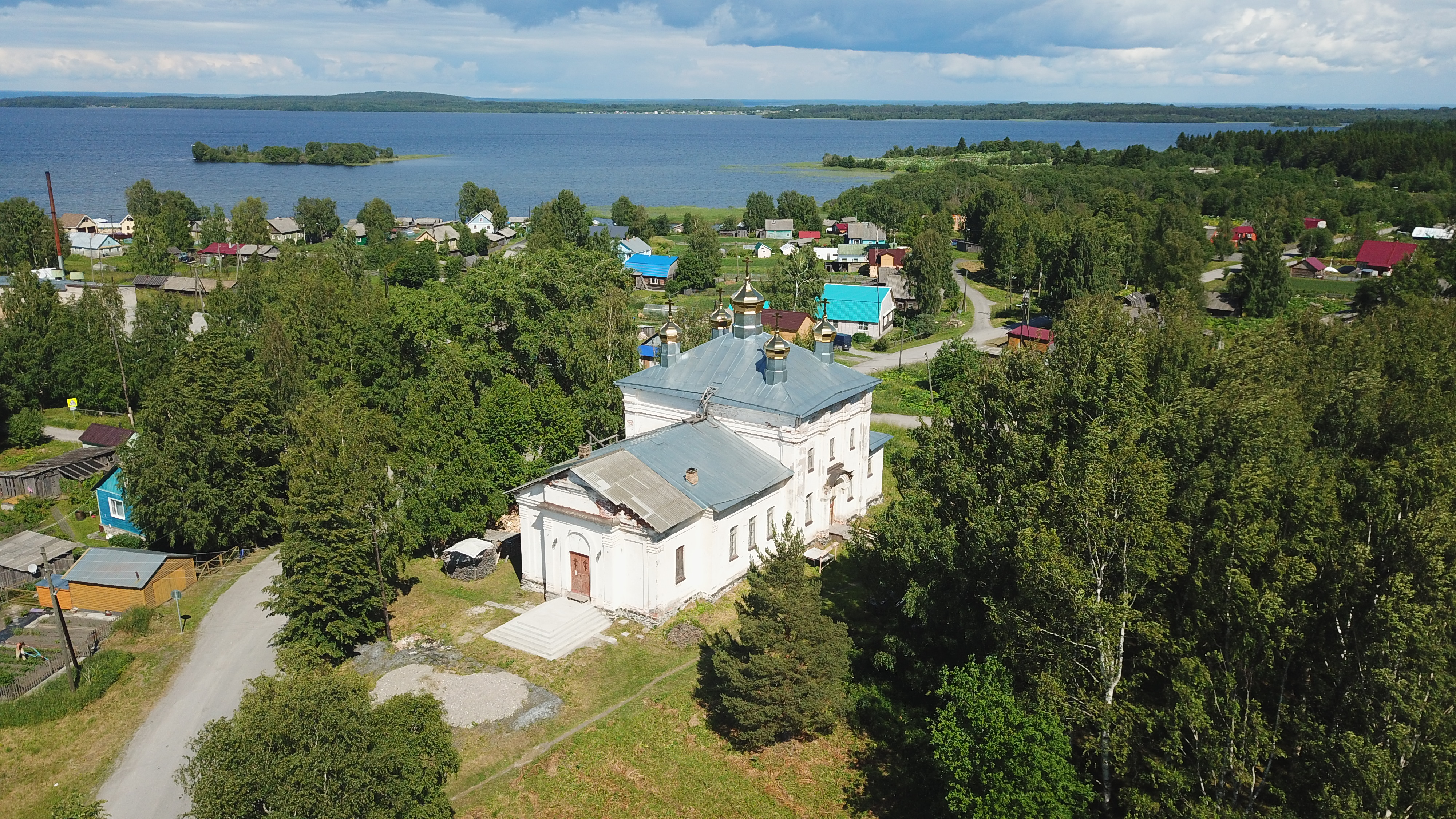
Église de George le Victorieux (1878) à Tolvoja.